# Waiatarua
Waiatarua est un petit village à proximité de la ville d’Auckland port sur l'océan Pacifique, situé dans l’île du Nord de la Nouvelle-Zélande.

## Situation
Il est localisé près du sommet de la chaîne de Waitakere, qui jouxte Auckland, (la plus grande ville de Nouvelle-Zélande), tout près de la jonction de la route de Scenic Drive (en), de la route West Coast Road et de Piha Road en direction de la ville de Piha, vers l’est jusqu’à la jonction entre  Scenic Drive et de Mountain Road.  
Waiatarua est entourée par le bush naturel au niveau du « Parc Mémorial du Centenaire ». Située à plus de 300 mètres au-dessus du niveau de la mer, il se trouve dans la zone de captation de l’eau pour Auckland; quelques-unes de ses maisons sont même à 400 mètres d’altitude (plus haut que les grattes-ciel d’ auckland).

## Toponymie
Waiatarua signifie « le chant des deux eaux », probablement en référence avec la possibilité de voir de deux côtés avec la nature sauvage, la côte ouest et les eaux toujours scintillantes des mouillages de Manukau Harbour et de Waitemata Harbour à partir de certains points du secteur . 

## Installation de la Communauté locale
Les installations de la communauté comprennent une caserne de lutte contre le feu, un hall de la communauté, un centre de jeux, une bibliothèque, un café et un hôtel .

## Histoire

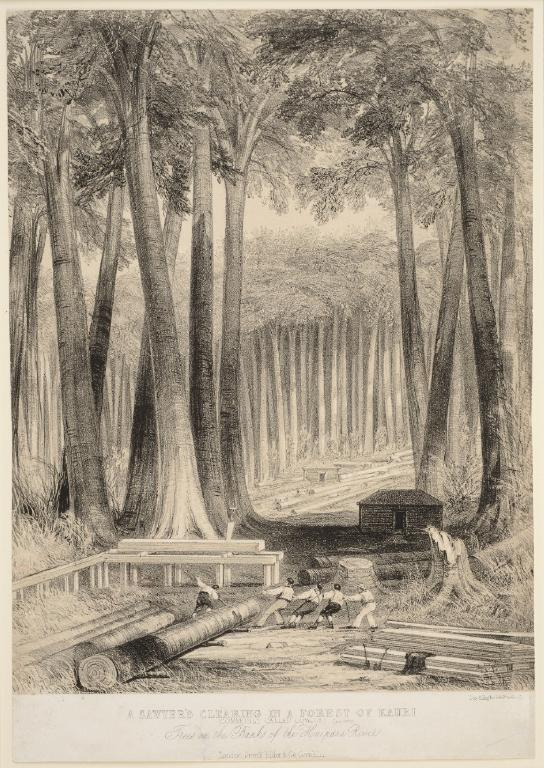
Sciage des résineux Kauri en 1916

La maison nommée « Rose Hellaby » est un bâtiment historique transformé en musée.
Les grands arbres de type Kauri furent débités par les scieries de Waiatarua au niveau des moulins de Mander et Bradley, tout près de réservoir supérieur de Nihotupu (en) .

## Tourisme
Le  Centre d’Information « Arataki » à proximité  fournit des informations à propos de la flore locale, de la faune et de la géologie, et est le point de départ d’un certain nombre de chemins de randonnées bien entretenus.

## Randonnées
La zone de Waiatarua comprend les réservoirs d’eau de « Upper (en) et Lower Nihotupu (en)».
Menant à ces réservoirs, il y a des chemins spectaculaires à travers la forêt non transformée, allant au-delà de multiples chutes d’eau.
Ces sentiers sont reliés avec un réseau plus large de chemins de randonnées passant à travers le Parc régional de Waitakere.
De nombreux autres chemins de randonnées existent alentour.
Les centres habités les plus proches de Waiatarua sont les villages de Titirangi, Swanson, et la vallée d’Henderson.

## Éducation
- Les écoles primaires locales publiques sont Oratia School et Henderson Valley School.
- Les écoles secondaires publiques sont le Collège de garçons de Kelson (en) et le Collège de filles de Kelston (en).

Les étudiants catholiques suivent habituellement les cours au :
- Collège St Dominic d’Henderson (en) dans la ville d’Henderson (pour les filles)
- Collège Liston (en) dans la ville d’Henderson (pour les garçons), qui y vont tous les jours par le train d’Henderson
- y compris le Collège Mariste (en) situé dans la banlieue de Mount Albert (pour les filles)
- St Peter's College dans la banlieue de Grafton (pour les garçons) [5].

Les bus scolaires partant de la proximité du village de Titirangi, desservent les écoles du centre de la cité d’Auckland comprenant : l'Epsom Girls' Grammar School (Auckland) (en), le St Cuthberts' college (Auckland) (en)  plus la Diocesan School for Girls (Auckland) (en).

## Radio et télévision
Le service de télévision terrestre en accès libre et en UHF est ainsi fourni dans de nombreuses zones d’Auckland, le transmetteur est localisé dans la zone.
Un émetteur pour Kordia's Digital Audio Broadcasting (DAB)’ trial est aussi implanté ici.  Les services de radio FM l’utilisaient pour les transmissions, mais celles-ci ont été transférées au niveau des gratte-ciel d’Auckland ayant une portée plus importante.